# Davor Jović
Davor Jović (Duge Njive, 1. travnja 1956. – Vrgorac, 27. studenog 2017.), hrvatski branitelj, visoki časnik HV i majstor borilačkih vještina.
Rođen je 1956. godine u Dugim Njivama. Od malih nogu pokazivao je tjelesnu snagu i predspoziciju za treniranje borilačkih športova. Dva puta (1984. i 1989.) bio je prvak Jugoslavije u full contactu u kategoriji do 84 kg. Prije Domovinskog rata radio je kao brodograđevni termoizolater u makarskoj tvrtki "Metal-plastika" i kao redar u diskoklubu.
Tijekom Domovinskog rata bio je član Vrgoračke satnije unutar Četvrte gardijske brigade i borio se na zadarskom i zapadnohercegovačkom ratištu. Bio je blizak prijatelj Damira Krstičevića, zapovjednika Četvrte bojne na zadarskom ratištu. Tijekom rata je bio dvaput ranjen: jednom na Kokotovoj glavi kod Dubrovnika od neprijateljske strojnice, te, nakon oporavka u dubrovačkoj bolnici, gdje izričito naredio da mu skinu 80-postotnu invalidnost kako bi ponovno otišao na bojišnicu, drugi put u Hercegovini kada je na njega bačen bojni otrov. Zbog hrabrosti i požrtvovnosti zvali su ga "čovjek stijena".
Godine 1993. proveo je šest mjeseci u časničkoj školi na zagrebačkom Črnomercu. Sudionik je Operacije Oluja, a ratni put završio je u Banja Luci. Nositelj je brojnih odličja, a 1997. pobijedio je na 76 km dugom maratonu „Prvi do Knina, prvi do slobode“, koji je uključivao u sebe pucanje u mete i zaobilaženje prepreka, te je proglašen najboljim vojnikom Oružanih snaga Republike Hrvatske. Umirovljen je 2003. godine.
Nakon umirovljenja 2003. u Vrgorcu je pokrenuo Kickboxing klub “Sveti Jure”. Kroz njegovu školu prošlo je više od 300 boraca. Tako je Nikica Radonić pod njegovim stručnom vodstvom osvojio hrvatsko prvenstvo, europski i svjetski kup te postao svjetski doprvak. Bio je oženjen suprugom Danjom, s kojom je imao dva sina: Antu i Juru.
Preminuo je 27. studenog 2017. u 61. godini života. Na ispraćaju je sudjelovalo više od dvije i pol tisuće ljudi i suboraca iz svih dijelova Dalmacije i Zapadne Hercegovine čija je kolona iz rodnih Dugih Njiva do Vrgorca u jednom trenutku bila duga 5-6 kilometara. Uz prisutni vojni vrh na čelu s ministrom obrane i izaslanikom predsjednika vlade Andreja Plenkovića Damirom Krstičevićem, general i zapovjednik "Pauka" Mirko Šundov ↓b1, bivši ministar znanosti, obrazovanja i športa prof.dr.sc. Dragan Primorac, bivša ministrica rada i mirovinskog sustava Nada Šikić, splitsko-dalmatinski župan Blaženko Boban, bivši župan Zlatko Ževrnja, bivša novinarka HRT-a Hloverka Novak-Srzić, ratni snimatelj Petar Malbaša, predsjednik Hrvatskog kick-boxing saveza Tomislav Bilandžić, proslavljeni alpinist Stipe Božić, Nikica Radonić i gradonačelnici i načelnici okolnih gradova i općina.

### Odlikovanja
Umirovljeni bojnik HV-a Davor Jović, bivši pripadnik legendarne 4. gardijske brigade, ponio je titulu – Junak Domovinskog rata najveće odlikovanje koje jedan branitelj može dobiti. Naime, bivši predsjednik RH prof. dr. Ivo Josipović uveo je to odlikovanje u dogovoru sa svojim savjetnikom za branitelje Predragom Fredom Matićem, te ga dodijelio osobama koje su se svojim posebnim zaslugama istaknule u Domovinskom ratu a među prvima bio je i bojnik Davor Jović.

Red kneza Domagoja s ogrlicom za pokazanu osvjedočenu hrabrost i junaštvo u Domovinskom ratu.

Red hrvatskog križa za teško ranjavanje u Domovinskom ratu (30. studenog 2017. posmrtno).